# 水町竹三
水町 竹三（みずまち たけぞう、1875年（明治8年）12月11日 - 1960年（昭和35年）1月9日）は、日本の陸軍軍人。最終階級は陸軍少将、満州国軍中将。

## 経歴
佐賀県出身。水町高朝の三男として生まれる。千葉中学校（現：千葉県立千葉中学校・高等学校）を経て、1898年（明治31年）11月、陸軍士官学校（10期）を卒業。翌年6月、歩兵少尉に任官し歩兵第47連隊付となる。1902年（明治35年）4月、中央幼年学校生徒隊付となり、1904年（明治37年）2月、歩兵第47連隊付に発令され日露戦争に出征。1910年（明治43年）11月、陸軍大学校（22期）を卒業した。
1910年12月、参謀本部員となり、1911年（明治44年）12月、歩兵少佐に昇進。1912年（明治45年）6月、インド駐剳武官に就任し、歩兵第61連隊付、陸大教官、アメリカ大使館付武官、歩兵第10連隊付、教育総監部付（臨時軍事調査委員）などを務め、 1920年（大正9年）2月、歩兵大佐に昇進。1922年（大正11年）1月、近衛歩兵第3連隊長となり、第12師団参謀長を経て、1924年（大正13年）2月、陸軍少将に進級し歩兵第5旅団長に就任。
1926年（大正15年）3月、独立守備隊司令官に就任。1928年（昭和3年）6月の張作霖爆殺事件により、無関係であったが責任を負い、1929年（昭和4年）7月1日、重謹慎の処分を受け、同年8月1日に待命となり、同月31日、 予備役に編入された。
その後、1932年（昭和7年）11月から1937年（昭和12年）9月まで、満州国中央陸軍訓練処幹事（満州国軍中将）を務めた。

## 栄典
- 1902年（明治35年）2月20日 - 従七位[5]
- 1929年（昭和4年）9月30日 - 正四位[6]

## 親族
- 長男 水町勝城（陸軍中佐、空将）[1]
- 娘婿 牧達夫（陸軍大佐）[1]